# 5N62

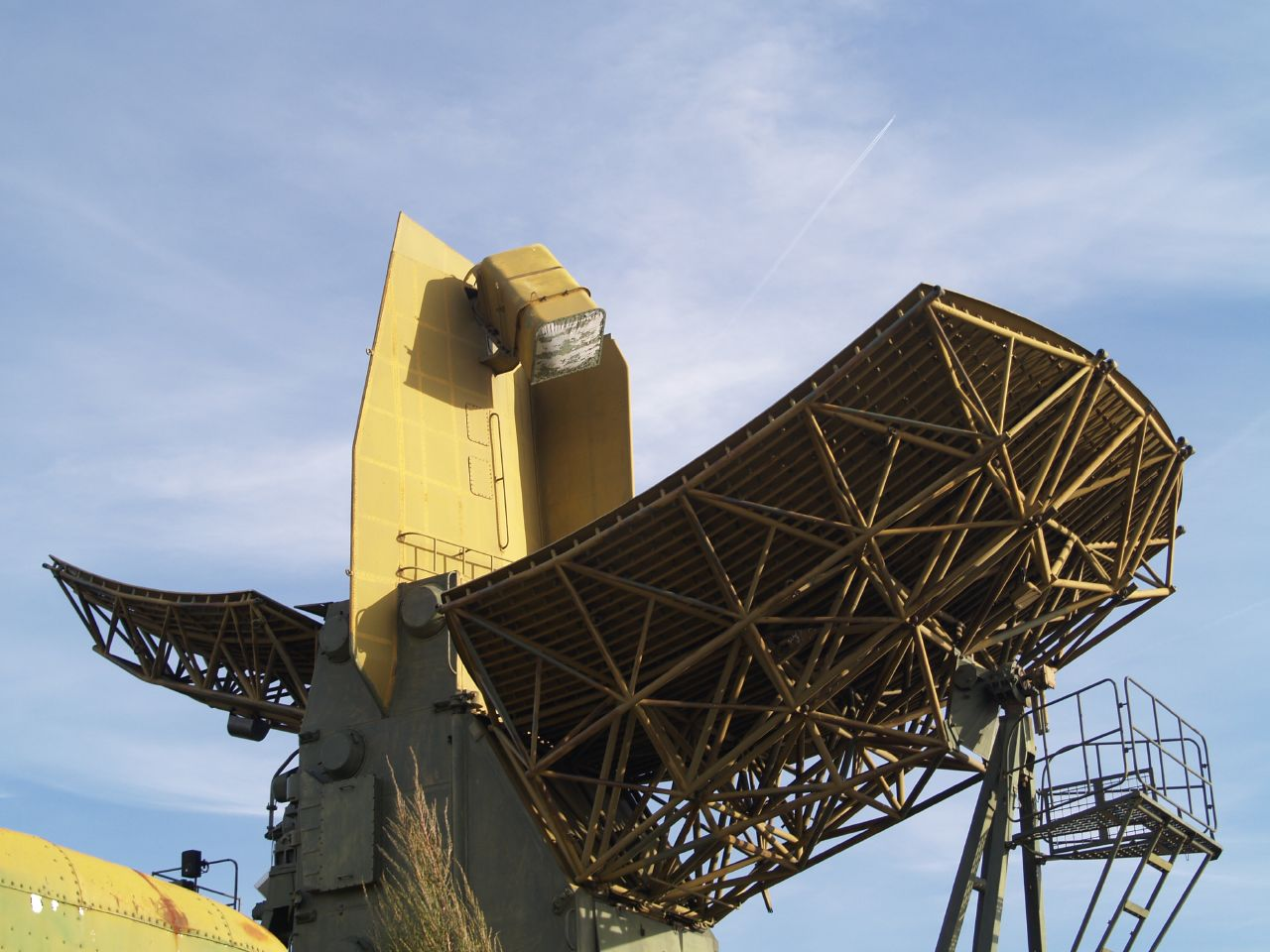
“Radar de Guía e Iluminación” 5N62(designación OTAN Square Pair).

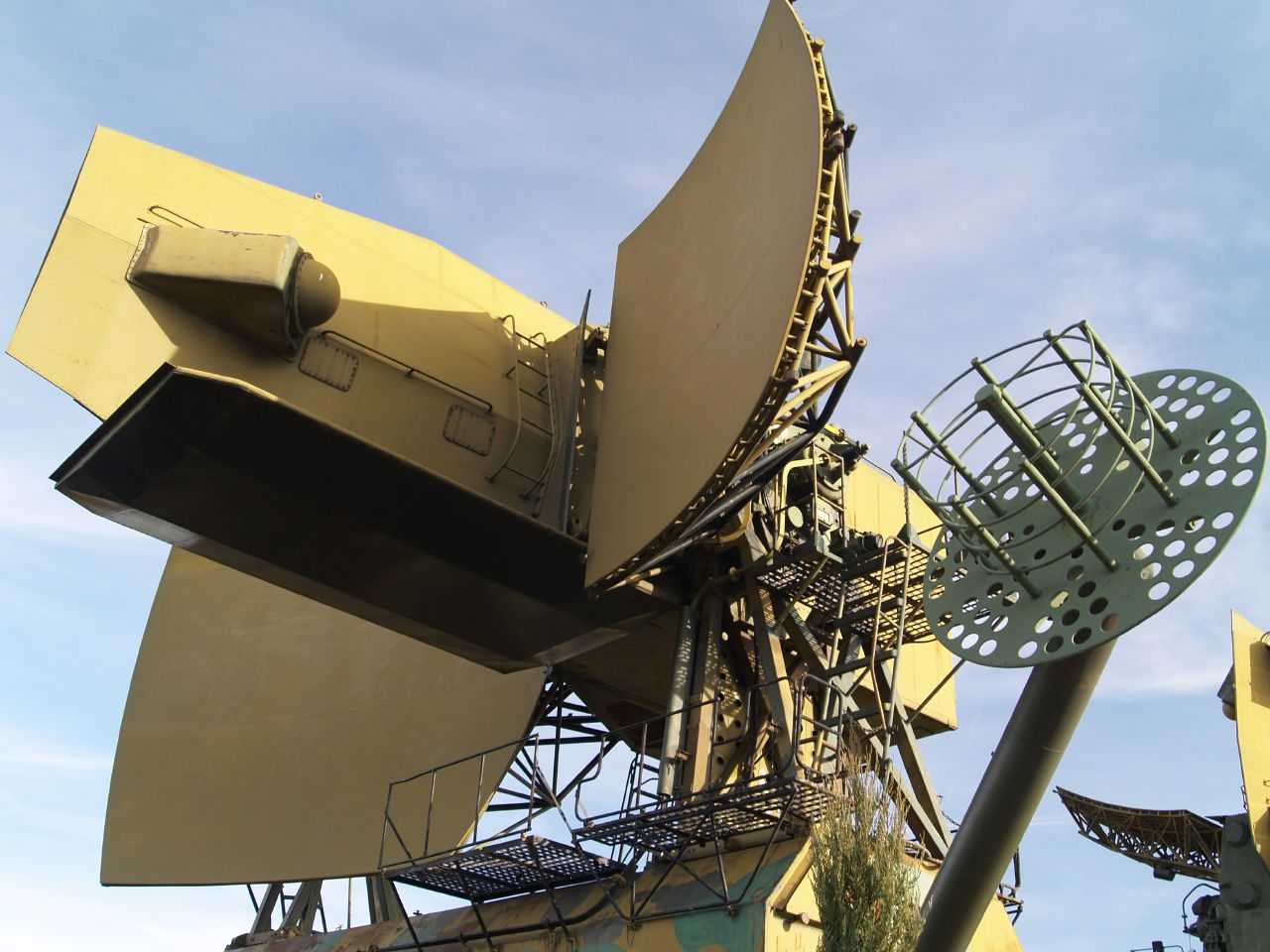
“Radar de Guía e Iluminación” 5N62(designación OTAN Square Pair) en Kecel, Hungría.

El “Radar de Guía e Iluminación” 5N62 (designación OTAN Square Pair ) es el radar de enganche para el sistema antiaéreo de alcance 140 - 160 NMI S-200 / SA-5 Gammon, el sistema de más largo alcance de la Guerra Fría, y en 2009, todavía el de más grande alcance operacional en uso.

## Descripción

### Componentes primarios
Cada radar 5N62 tiene dos componentes primarios, las cabinas K-1 y K-2, ambas erectas en la localización de disparo.
- La cabina transmisora/receptora K-1/K-1V/M es el componente de radiofrecuencia del radar 5N62.
- La cabina de puesto de mando K-2/K-2V/M, instalada en un camión OdAZ-828 semirremolque, aloja las consolas del operador, un computador digital y electrónica de apoyo. También es parte integral del sistema de radar 5N62. El tiempo de despliegue operacional de todo el sistema de radar es de ~8 horas, porque la antena desarmada debe ser armada componente por componente y viceversa.

### Refugio inflable
Un refugio inflable está disponible para localizaciones estáticas del sistema completo K-1

### Antena
El manejo  de la antena en azimut es efectuado por rotación de toda la cabina y la antena la sigue. La velocidad de giro es de 20°/sec. El manejo de la antena en elevación se logra por la basculacón de toda la antena sobre una articulación a la estructura.
La antena helicoidal circular polarizada montada en el techo, lateral al grupo de misiles es para el canal de subida/bajada de datos de los misiles 5V21/5V28. El vínculo de bajada sirve para monitorear el estado de bienestar del misil, el vínculo de subida sirve para armar la espoleta de proximidad, armar la cabeza bélica, e iniciar la función de autodestrucción del misil, en caso de ser necesario. La modulación y el formato de las comunicaciones no ha sido desvelada.
El diseño FMCW puede medir el azimut, elevación, alcance y velocidad radial del blanco, mostrándole al operador ángulos, alcance, altitud y velocidad lineal. Se emplean dos formas de onda básicas: 
ФКМ фазокодовая манипуляция / manipulación del código de fase - usados para el rastreo de ángulo y de alcance combinados, con “pseudo-pulsos” FM modulados en el transportador CW . Estos son emitidos a una muy baja “pseudo-PRF”, con una alcance confiable que lleva 30 segundos debido a la resolución manual de la ambigüedad de alcance.

### Iluminación
МХИ (del idioma ruso: монохроматическая излучения ‘emisión monocromática’) es usada para iluminar el blanco a los buscadores internos del misil. En este modo el radar es el que provee la información del ángulo de búsqueda y medida de la velocidad radial, con un alcance efectivo de 220 NMI.

## Modos de operación
El radar Square Pair tiene muchos modos de operar para obtener blancos del rastreo.

### Modo de búsqueda sectorial
La antena automáticamente busca en azimut aumentando levemente el ángulo de elevación en cada vuelta.

### Modo de búsqueda cónica
La antena gira automáticamente, aumentando gradualmente, el eje óptico en cada vuelta.

### Modo Manual
El operador usa una rueda con la que maneja el desplazamiento de la antena respecto del azimut y del eje óptico. Una vez que un blanco es rastreado, la iluminación CW es iniciada, los  misiles 5V21/5V28 se sintonizan, para que adquieran y aseguren los blancos, y entonces son disparados, típicamente en pares. El misil vuela a un ángulo constante respecto al comando en la fase inicial de vuelo, y entonces se gatilla el modo P-nav de control para el rastreo terminal. Muchas configuraciones posteriores permiten dos canales, con dos radares 5N62 para una sola batería con un solo puesto de mando K-9.

## Disparo
En operación el 5N62 está integrado a la batería S-200. La cabina de control de lanzamiento K-3 del S-200 (OdAZ-828) es usada para controlar y secuenciar los lanzadores 5P72 con las rondas de misiles 5V21/5V28. La cabina de administración de batalla K-9 (OdAZ-828) es usada para integrar la información de los radares de búsqueda, como el P-14 Tall King o P-35/37 Bar Lock, y ayudar a los buscadores de blancos como el PRV-17 Side Net / Odd Pair, y a un interrogador IFF como el 1L22 Parol.